# Aquí somos todos
Aquí somos todos fue un programa de televisión de servicio emitido por Canal 13. Se estrenó el 13 de abril de 2020 a las 17:30 horas.
Originalmente era conducido por Ángeles Araya. a quien se le sumó Pancho Saavedra entre junio y agosto de 2020. Desde el martes 2 de septiembre de 2020 emitió 100 episodios al aire.
El 29 de marzo de 2021 Aquí somos todos se cambia de horario a las 15:45 a 17:45.
En agosto de 2021 Araya deja el programa y asume la conducción Sergio Lagos y Angélica Castro.
En diciembre de 2021 el programa se toma un receso, para volver durante 2022. Durante ese lapso se anunció un cambio de animadores, llegando Priscilla Vargas (quien llevaba 20 años en Mega) a la conducción del nuevo ciclo que se estrenó el 14 de marzo de ese año.
Producto de los altos costos de producción, el 10 de agosto de 2022 Canal 13 anunció el fin del programa para el 19 de agosto del mismo año, aunque se busca mantener la marca y formato mediante otras plataformas.

## Conductores
- Ángeles Araya (abril de 2020-agosto de 2021)
- Pancho Saavedra (2020)[12]
- Francisco Saavedra (junio de 2020-agosto de 2020)
- Angélica Castro (septiembre de 2021-febrero de 2022)
- Sergio Lagos (septiembre de 2021-2022)
- Priscilla Vargas (marzo de 2022-agosto de 2022)

## Secciones
- Aquí hay pega
- Casos
- Consultas
- Emprendimientos